# مرج السلطان
مرج السلطان (به عربی: مرج السلطان) یک روستا در سوریه است که در استان ریف دمشق واقع شده‌است. مرج السلطان ۱٬۸۶۰ نفر جمعیت دارد.